# Hugo Henrique Assis do Nascimento
Hugo Henrique Assis do Nascimento (født 27. oktober 1980) er en brasiliansk fodboldspiller.